# Port Noir

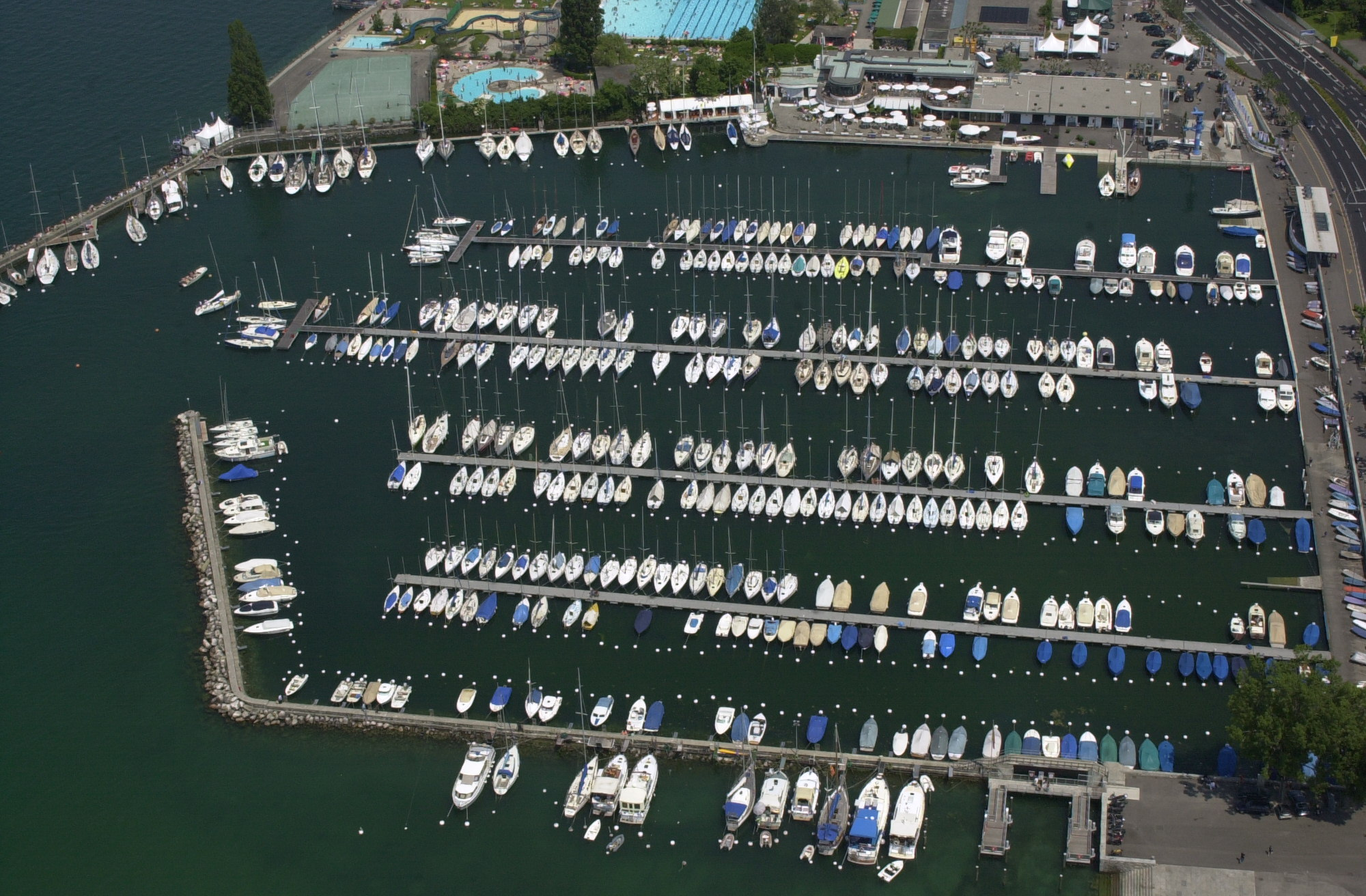
Luftaufnahme (2005)

Der Port Noir ist ein Schweizer Hafen am Genfersee. Der Uferbereich liegt zwei Kilometer nordöstlich des historischen Stadtkerns von Genf. Früher diente die Stelle als Umschlagplatz für Güter, die über den See nach Genf verschifft wurden. Heute ist der Port-Noir der Genfer Yachthafen.

## Geographie
Der Hafen liegt im Nordosten des Stadtgebiets von Genf im Quartier Eaux-Vives und teilweise in der Gemeinde Cologny bei der Einmündung des Baches Nant de Traînant in den See. Am Hafen führt die Uferstrasse Quai Gustave-Ador vorbei, auf der anderen Strassenseite liegen die Stadtparks Parc des Eaux-Vives und Parc La Grange. Westlich das Hafens liegen der Hafen Port des Eaux-Vives und der öffentlich zugängliche Strandbereich Plage des Eaux-Vives und östlich davon, in Cologny, das Strandbad von Genf Genève Plage.

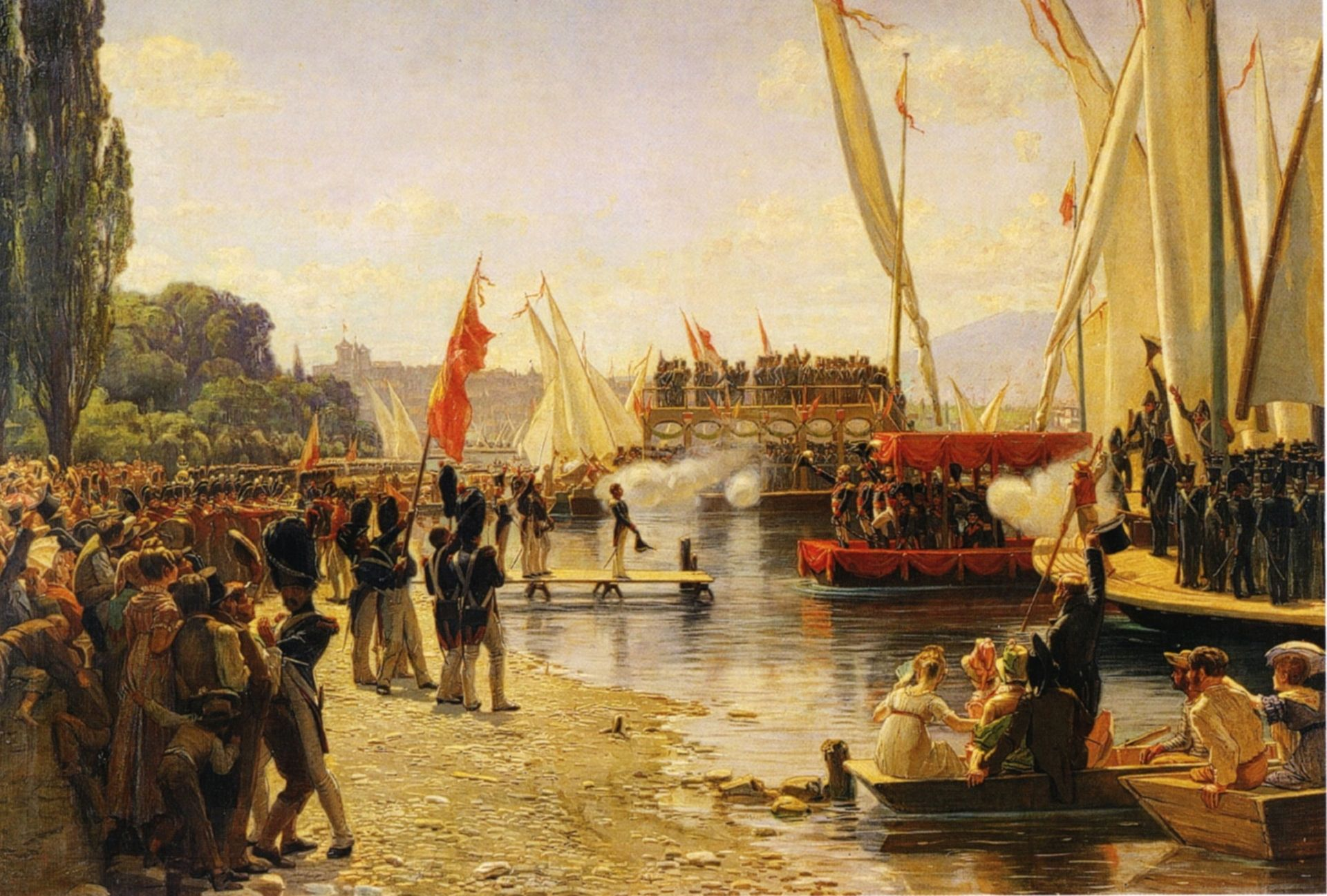
Landung der Schweizer Truppen am Ufer des Genfersees am 1. Juni 1814

## Geschichte
Seit Jahrhunderten diente der flache Strand ausserhalb der Stadt Genf dem Warenumschlag. Die von den Frachtschiffen, den Barques du Léman, transportierten Güter konnten dort gut ausgeladen werden.
Der Name Port-Noir wird auf den Anblick schwarz gefärbter Pfähle bei der alten Anlegestelle zurückgeführt. Die Farbe soll von der ursprünglichen Abdeckung des Holzes mit Pech herrühren.
Am 1. Juni 1814 kam es im Port-Noir zu einem für die Genfer Geschichte bedeutenden Ereignis, als dort die von den Schweizer Kantonen Solothurn und Freiburg zum Schutze Genfs entsandten Expeditionstruppen landeten. Diese politische und militärische Aktion bildete einen Schritt in der Entwicklung, die zum Beitritt des Kantons Genf zur Schweizerischen Eidgenossenschaft im darauffolgenden Jahr führte.

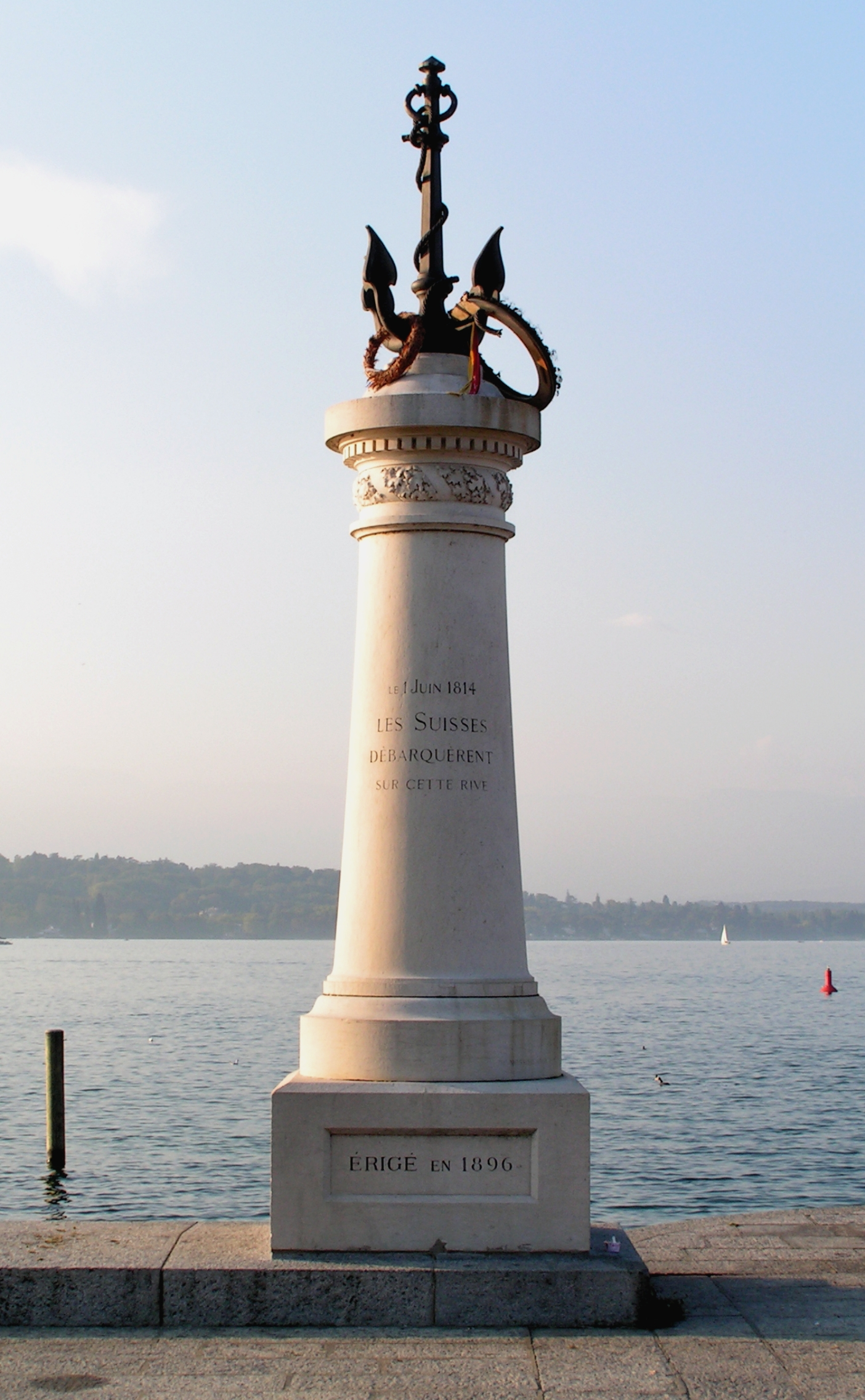
Gedenksäule im Port-Noir

Jährlich wird in Genf am 1. Juni eine Gedenkfeier zur Erinnerung an die Landung der schweizerischen Truppen abgehalten. Dabei erreicht jeweils ein symbolisches Militärdetachement auf dem historischen Genfersee-Segelschiff Neptune den Port-Noir.
Als im Jahr 1931 die Gemeinde Eaux-Vives mit der Stadt Genf fusionierte, kam auch deren Anteil an der Fläche des Hafengebiets zu Genf.

## Anlage
An der Stelle des alten Güterhafens liegt der ebenfalls Port-Noir genannte Yachthafen der 1872 gegründeten Société Nautique de Genève, die ihren Sitz am Hafen in Cologny hat. Der von mehreren Molen geschützten Hafenbereich hat eine Fläche von etwa fünf Hektaren und weist 635 Bootsliegeplätze auf.
Im Jahr 2020 liess die Stadt Genf die Hafenanlage erweitern. Dabei wurde ein neues Gebäude für die Berufsfischer auf dem Genfersee, die Maison de la Pêche, gebaut.